# Bộ Ngoại giao (Indonesia)
Bộ Ngoại giao Cộng hòa Indonesia (tiếng Indonesia: Kementerian Luar Negeri Republik Indonesia) là một bộ thuộc Chính phủ Indonesia. Trước khi luật UU 39/2008 được ban hành và có hiệu lực, bộ này được gọi là Departemen Luar Negeri Republik Indonesia, ngắn gọn là Deplu. Bộ Ngoại giao là một trong những bộ được nhắc đến trong Hiến pháp Indonesia, vì thế Thủ tướng Indonesia không có quyền giải tán bộ này.

## Lịch sử
Bộ Ngoại giao Indonesia được thành lập vào năm 1945 sau khi Indonesia tuyên bố độc lập khỏi Hà Lan. Trụ sở chính của bộ ban đầu nằm trong nhà để xe trong tư dinh của vị ngoại trưởng đầu tiên Achmad Soebardjo tại số 80-82 đường Cikini, Jakarta. Ban đầu bộ chỉ có sáu nhân viên.

## Thành phần lãnh đạo
Dưới đây là danh sách các lãnh đạo của Bộ Ngoại giao Indonesia:
| Họ và tên | Họ và tên                 | Cấp bậc                                                       | Phạm vi quyền hạn                    |
| --------- | ------------------------- | ------------------------------------------------------------- | ------------------------------------ |
|           | Marty Natalegawa          | Bộ trưởng                                                     | Trách nhiệm phổ quát                 |
|           | Wardana                   | Thứ trưởng                                                    |                                      |
|           | Budi Bowoleksono          | Tổng Thư kí                                                   |                                      |
|           | Yuri Octavian Thamrin     | Tổng Giám đốc Các vấn đề châu Á - Thái Bình Dương và châu Phi | châu Á - Thái Bình Dương và châu Phi |
|           | Dian Triansyah Djani      | Tổng Giám đốc Các vấn đề châu Âu và châu Mỹ                   | châu Âu và châu Mỹ                   |
|           | I Gusti Agung Wesaka Puja | Tổng Giám đốc Các vấn đề Hợp tác ASEAN                        | Các quốc gia Đông Nam Á              |
|           | Hasan Kleib               | Tổng Giám đốc Các vấn đề Đa phương                            |                                      |
|           | Abdurrahman M. Fachir     | Tổng Giám đốc Thông tin và Ngoại giao Công chúng              |                                      |
|           | Linggawati Hakim          | Tổng Giám đốc Các vấn đề Pháp lý và Điều ước quốc tế          |                                      |
|           | Ahmad Rusdi               | Tổng Giám đốc Lễ tân và Các vấn đề Lãnh sự                    |                                      |
|           | Drs. Sugeng Rahardjo      | Tổng Thanh tra                                                |                                      |
|           | Pitono Purnomo            | Cục trưởng Cục Phân tích và Phát triển Chính sách             |                                      |

## Lịch sử
Qua từng giai đoạn lịch sử, Bộ Ngoại giao Indonesia lại có chức năng và nhiệm vụ khác nhau. Có thể tóm tắt như sau:

### 1945–50
Nhiệm vụ chính trong giai đoạn này là hỗ trợ ngoại giao:
1. Tận dụng mọi nỗ lực để giành sự cảm thông và hỗ trợ từ cộng đồng quốc tế, xây dựng sự đoàn kết với các đối tác thuộc nhiều lĩnh vực nhằm giành sự ủng hộ và công nhận đối với nền độc lập của đất nước
2. Chỉ đạo tổ chức các hội nghị và ký các thỏa thuận về:

- 1947: Thỏa thuận Linggarjati - công nhận nền độc lập của Cộng hòa Indonesia, bao gồm các lãnh thổ Java và Madura
- 1948: Thỏa thuận Renville – công nhận nền độc lập của Cộng hòa Indonesia, bao gồm các lãnh thổ Java và Sumatera
- 1949: Hội nghị Bàn Tròn – Indonesia có hình thức là liên bang
- 1950: Indonesia khôi phục sự thống nhất giữa tất cả các thực thể hành chính trên lãnh thổ qua việc bãi bỏ Hội nghị Bàn Tròn.

Năm năm đầu sau ngày độc lập là giai đoạn quyết định cuộc chiến giữ nền độc lập, là một phần của lịch sử đã hình thành nên tính cách hay bản chất của nền ngoại giao Indonesia.
Tinh thần của nền ngoại giao này đã giúp Indonesia giành được sự ủng hộ của cộng đồng quốc tế tại Liên Hợp Quốc vào năm 1950.

### 1966–98
Các nghĩa vụ chính:
- Giành sự công nhận nền độc lập đối với Tây Irian
- Giành sự công nhận về việc Indonesia là một quốc gia quần đảo. Đây là kết quả của cuộc đấu tranh trên mặt trận Công ước Liên Hợp Quốc về Luật biển.
- Phát triển sự hợp tác nội khối ASEAN
- Làm mọi cách để giành sự công nhận quốc tế về Đông Timor
- Indonesia trở thành Chủ tịch Phong trào Không liên kết
- Indonesia trở thành Chủ tịch APEC và G-15
- Tăng cường sự hợp tác phát triển

### 1998–nay
Các nghĩa vụ chính:
1. Ngăn chặn nguy cơ ly khai
2. Giúp phục hồi nền kinh tế sau khủng hoảng tài chính
3. Giúp khôi phục hình ảnh của Indonesia
4. Cải thiện chất lượng phục vụ và bảo vệ công dân Indonesia

## Danh sách bộ trưởng
| STT | Ảnh chân dung | Họ và tên                             | Bắt đầu nhiệm kì     | Kết thúc nhiệm kì    |
| --- | ------------- | ------------------------------------- | -------------------- | -------------------- |
| 1   |               | Raden Achmad Soebardjo Djojoadisoerjo | 2 tháng 9 năm 1945   | 14 tháng 11 năm 1945 |
| 2   |               | Sutan Sjahrir                         | 14 tháng 11 năm 1945 | 3 tháng 7 năm 1947   |
| 3   |               | H. Agus Salim                         | 3 tháng 7 năm 1947   | 20 tháng 12 năm 1949 |
| *   | Chưa có       | Alexander Andries Maramis             | 19 tháng 12 năm 1948 | 13 tháng 7 năm 1949  |
| **  |               | H. Agus Salim                         | 4 tháng 8 năm 1949   | 20 tháng 12 năm 1949 |
| *   |               | Mohammad Hatta                        | 20 tháng 12 năm 1949 | 6 tháng 9 năm 1950   |
| 4   |               | Mohammad Roem                         | 6 tháng 9 năm 1950   | 20 tháng 3 năm 1951  |
| **  |               | R. Achmad Soebardjo Djojoadisoerjo    | 4 tháng 8 năm 1951   | 20 tháng 12 năm 1952 |
| 5   |               | Wilopo                                | 3 tháng 4 năm 1952   | 29 tháng 4 năm 1952  |
| 6   | Chưa có       | Moekarto Notowidigdo                  | 3 tháng 4 năm 1952   | 30 tháng 7 năm 1953  |
| 7   | Chưa có       | Soenario                              | 30 tháng 7 năm 1953  | 12 tháng 8 năm 1955  |
| 8   | Chưa có       | Ida Anak Agung Gde Agung              | 12 tháng 8 năm 1955  | 24 tháng 3 năm 1956  |
| 9   |               | Ruslan Abdulgani                      | 24 tháng 3 năm 1956  | 9 tháng 4 năm 1957   |
| 10  |               | Subandrio                             | 9 tháng 4 năm 1957   | 28 tháng 3 năm 1966  |
| 11  |               | Adam Malik                            | 28 tháng 3 năm 1966  | 23 tháng 3 năm 1978  |
| 12  | Chưa có       | Mochtar Kusumaatmadja                 | 29 tháng 3 năm 1978  | 21 tháng 3 năm 1988  |
| 13  | Chưa có       | Ali Alatas                            | 21 tháng 3 năm 1988  | 21 tháng 5 năm 1998  |
| 14  |               | Alwi Shihab                           | 26 tháng 10 năm 1999 | 23 tháng 7 năm 2001  |
| 15  | Chưa có       | Hassan Wirajuda                       | 9 tháng 8 năm 2001   | 22 tháng 10 năm 2009 |
| 16  |               | Marty Natalegawa                      | 22 tháng 10 năm 2009 | Vẫn đang tại nhiệm   |